# Oberndorf an der Melk
Oberndorf an der Melk är en ort och kommun  i Österrike. Den ligger i distriktet Scheibbs i förbundslandet Niederösterreich, 90 km väster om huvudstaden Wien.